# James Allen (piloto)
James Allen (Perth, 4 de julio de 1996) es un piloto de automovilismo australiano. En 2023 se proclamó campeón de la clase LMP2 de las European Le Mans Series.

## Carrera deportiva

### Carreras en fórmulas
Allen comenzó su carrera en el automovilismo en carreras de fórmula en 2013 en la Copa Talento de Fórmula BMW, donde terminó quinto. En 2014 pasó a la Fórmula Renault 2.0, donde participó tanto en la Fórmula Renault 2.0 Alpes como en la Eurocopa de Fórmula Renault para ARTA Engineering. En los Alpes consiguió dos puntos para el campeonato con un décimo puesto en el Red Bull Ring, que le situó en el puesto 23 de la clasificación. En la Eurocopa, dos decimoséptimo puesto en el Circuito Paul Ricard y el Circuito de Jerez fueron sus mejores resultados, desembocando en la 27ª plaza sin goles en la clasificación final.
En 2015, Allen continuó conduciendo en ambos campeonatos de Fórmula Renault 2.0 con ARTA. En los Alpes, el cuarto puesto en el Autodromo Nazionale di Monza fue su mejor resultado, dejándolo undécimo con 48 puntos. En la Eurocopa consiguió su único top 10 con la quinta plaza en MotorLand Aragón, que le situó decimoséptimo en la clasificación con 10 puntos.
En 2016, Allen permaneció activo en la Eurocopa de Fórmula Renault 2.0, pero se pasó a JD Motorsport. También debutó en la Copa de Europa del Norte de Fórmula Renault para este equipo. En la Eurocopa, un quinto puesto en el Circuito de Spa-Francorchamps fue su mejor resultado, situándose decimoséptimo en el campeonato con 11 puntos. En el NEC logró un podio en Spa, antes de ganar su primera carrera en carreras de fórmula en la final de temporada en el Hockenheimring. Con 177 puntos acabó séptimo en la clasificación final.

### Carreras de resistencia
En 2017, Allen dejó las carreras de fórmula y pasó a las carreras de resistencia. Compitió para Graff Racing en la clase LMP2 de la European Le Mans Series (ELMS). Richard Bradley fue su compañero habitual ese año, mientras que Franck Matelli y Gustavo Yacamán fueron los terceros pilotos consecutivos. Consiguió dos victorias en Spa y en el Autódromo Internacional do Algarve, colocándose tercero con 86 puntos. También debutó ese año en las 24 Horas de Le Mans y finalizó sexto en la clase LMP2 junto con Bradley y Matelli.
En 2018, el coche de Allen se registró en Graff con el nombre de G-Drive Racing. Fue el único conductor habitual de este coche ese año. Tuvo una temporada difícil, en la que un sexto puesto en Paul Ricard fue su mejor resultado. Con 15,25 puntos acabó decimoquinto en la clasificación final. En las 24 Horas de Le Mans corrió junto a José Gutiérrez y Enzo Guibbert, pero no terminó. Ese año también participó en dos carreras de la clase LMP1 del Campeonato Mundial de Resistencia de la FIA en DragonSpeed, donde compartió coche con Ben Hanley y Renger van der Zande. En las 6 Horas de Fuji tuvo que retirarse, pero en las 6 Horas de Shanghái acabó sexto.
En 2019, Allen también condujo el ELMS en DragonSpeed, compartiendo el auto con Hanley y Henrik Hedman. Ganó la carrera en Paul Ricard, pero no volvió a subir al podio en el resto de la temporada. Con 48 puntos acabó séptimo en la clasificación final. Ese año también debutó en las 24 Horas de Daytona, pero no llegó a finalizar. También participó en un fin de semana de la TCR Australia Touring Car Series para Ashley Seward Motorsport en el último fin de semana de carreras en The Bend Motorsport Park, donde su mejor resultado fue el duodécimo.
En 2020, Allen regresó a Graff en ELMS, compartiendo el auto con Alexandre Cougnaud y Thomas Laurent. Logró dos podios en Spa y Paul Ricard y finalizó sexto en la clasificación final con 43 puntos. En las 24 Horas de Le Mans corrió con Vincent Capillaire y Charles Milesi, pero se cayó de la carrera cuando faltaba menos de una hora para el final.
En 2021, Allen condujo para Panis Racing en ELMS, compartiendo el auto con Julien Canal y Will Stevens. Se perdió el primer partido de la temporada en el Circuit de Barcelona-Catalunya debido a una infección por COVID-19 y fue reemplazado por Gabriel Aubry. En lo que resta de temporada consiguió una victoria en Monza y un podio en Spa, que le situaron sexto en la clasificación final con 56,5 puntos. En las 24 Horas de Le Mans acabó tercero en la clase LMP2 con Canal y Stevens.
En 2022, Allen condujo un programa doble en ELMS y WEC para el equipo Algarve Pro Racing, que compitió en la clase LMP2 en la Copa Pro-Am. En ELMS compartió el coche con John Falb y Alex Peroni. Logró tres podios en Monza, Barcelona y Spa para terminar sexto en la Copa Pro-Am con 59 puntos. En el WEC compartió coche con René Binder y Steven Thomas. Aquí ganó dos carreras en las 24 Horas de Le Mans y las 6 Horas de Monza. En todas las demás carreras terminó en el podio. Con 154 puntos, terminó segundo en la clasificación detrás de Nicklas Nielsen, François Perrodo y Alessio Rovera.

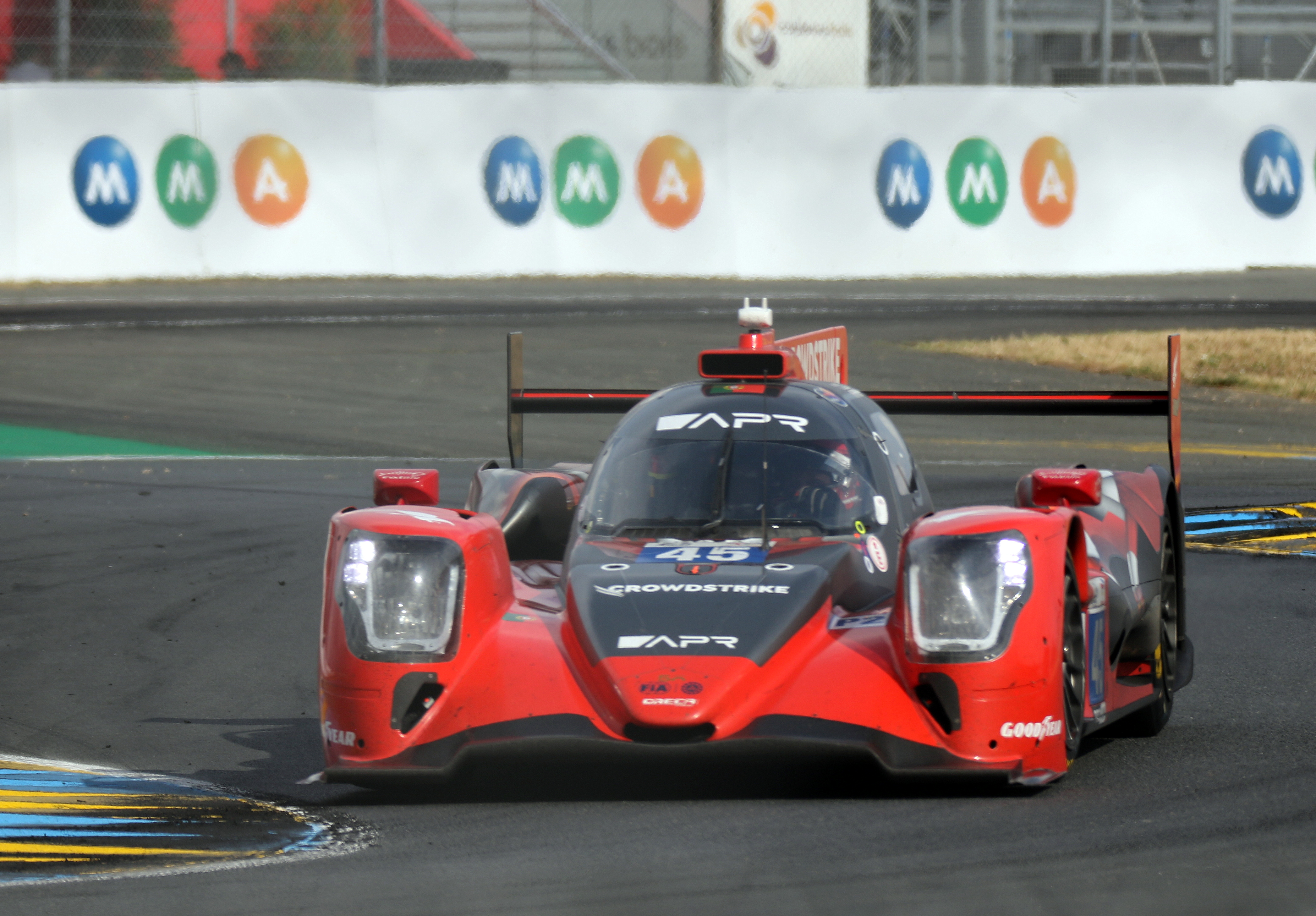
Oreca 07 de George Kurtz, Colin Braun y James Allen, de 2023.

En 2023, Allen comenzó la temporada en las 24 Horas de Daytona, conduciendo para Proton Competition con Gianmaria Bruni, Francesco Pizzi y Fred Poordad. En la última vuelta de la carrera logró hacerse con la victoria en la clase LMP2 por 0,016 segundos de ventaja sobre el coche que lideraba hasta entonces. Luego compitió en la Asian Le Mans Series con Algarve Pro Racing, donde compartió el coche con Falb y Kyffin Simpson. Ganó la primera carrera de la temporada en el Autódromo de Dubái y terminó tercero en la clasificación final con 51 puntos. Después de esto, regresó a ELMS, donde continuó conduciendo para Algarve Pro Racing con Simpson y Alex Lynn. Consiguió victorias en Paul Ricard y Spa y también consiguió dos podios en Portimão y uno en MotorLand Aragón. Con 113 puntos se coronó campeón de la categoría. También ganó las 24 Horas de Le Mans en la Copa Pro-Am, junto con Colin Braun y George Kurtz.